# Tool
Ne doit pas être confondu avec Toul.
Tool ([tʰuːl] ) est un groupe de metal progressif américain, originaire de Los Angeles, en Californie. Formé en 1990 par le chanteur Maynard James Keenan, le guitariste Adam Jones, le batteur Danny Carey et le bassiste Paul D'Amour. Ce dernier quitte le groupe en 1995 pour être remplacé par Justin Chancellor du groupe britannique Peach peu de temps avant l'enregistrement de leur deuxième album, Ænima.
Ce groupe emprunte au heavy metal sa puissance, au rock progressif sa charge d'émotions et au rock psychédélique la capacité de créer une atmosphère pleine et envoûtante. Ils publient leur premier album studio, Undertow en 1993 suivi en 1996 d'un deuxième album, intitulé Ænima, qui fera connaitre le groupe dans la scène du metal alternatif. Ils se popularisent encore plus avec la sortie de Lateralus en 2001 et de 10,000 Days en 2006. Un cinquième album studio, intitulé Fear Inoculum, sort le 30 août 2019, treize ans après le précédent.

## Biographie

### Débuts (1988–1992)
Dans les années 1980, chacun des futurs membres de Tool emménage à Los Angeles. Paul D'Amour et Adam Jones souhaitaient intégrer l'industrie cinématographique, et Maynard James Keenan a étudié l'art visuel dans le Michigan. Danny Carey et Keenan jouaient au sein de Green Jellÿ ; Carey jouait aussi avec Carole King et Pigmy Love Circus.
Maynard James Keenan et Adam Jones se rencontrent en 1986, le premier quittant la Côte Est et l'autre son Illinois natal pour venir s'installer tous les deux à Los Angeles. Danny Carey vit alors dans l'appartement en dessous de celui de Maynard. Avant de rejoindre le groupe Tool, Danny Carey avait déjà joué dans plusieurs autres groupes. Il remplace quelque temps un batteur, qui aurait dû venir auditionner, mais qui n'est jamais venu. Paul D'Amour rejoint la formation quelque temps plus tard en tant que bassiste, et c'est finalement en 1990 que le groupe Tool commence sa carrière. Un premier album sort en 1992, Opiate. Il permet au groupe de se faire connaître un peu partout sur le territoire américain. Le titre de l'album fait référence à la citation de Karl Marx « la religion est l'opium du peuple », ce qui explique le visuel de l'album où l'on voit un monstre mi-homme mi-chenille en costume de prêtre.

### Undertow(1993–1995)

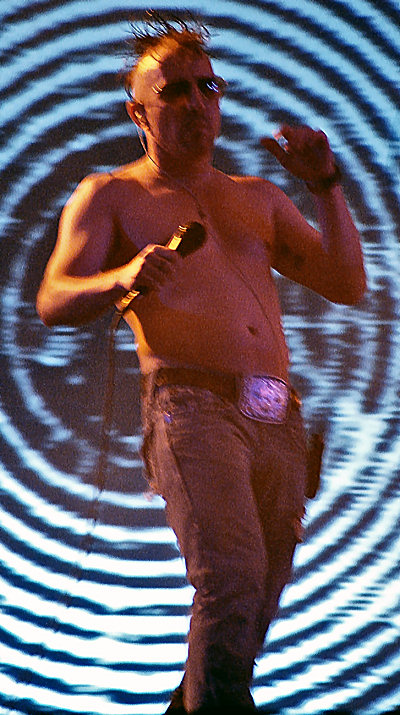
Maynard James Keenan au festival de Roskilde en 2006.

L'année suivante, en 1993, sort leur premier album long, Undertow. Celui-ci est caractérisé par un son rock lourd ce qui le distingue des albums suivants. L'album a pour fil conducteur les notions de noyade et de cycle vie-mort (la purification par l'eau et l'immersion sont ensuite des idées récurrentes dans l'œuvre de Tool). Les singles Sober et Prison Sex sont les premiers clips (réalisés par Adam Jones avec Fred Stuhr) et sont, à l'époque, largement diffusés par exemple sur MTV, contribuant à rendre Tool célèbre en confortant le groupe dans un univers visuel unique. Le groupe commence à tourner en mai 1993. Tool est annoncé au Garden Pavilion d'Hollywood, mais leur apparition est annulée à la dernière minute.

### Ænima(1996–2000)
Paul D'Amour quitte le groupe en septembre 1995, pour des problèmes de différences d'opinion. Néanmoins, il serait toujours en bons termes avec les autres membres du groupe : il a tout de même participé à l'écriture de deux morceaux : Eulogy et Pushit. Il est alors remplacé par Justin Chancellor avec lequel Tool continue de travailler sur le nouvel album, Ænima, qui sort finalement le 1er octobre 1996. Énorme succès une fois de plus pour cet album, qui impose le groupe sur la scène internationale. Suivent différentes récompenses de la profession, de nombreux concerts, et la participation à des festivals mythiques comme Ozzfest ou Lollapalooza.
L'interlude Intermission est un clin d'œil au film des Monty Python : Sacré Graal !.

### Lateralus(2001–2005)
Au printemps 2001, après cinq années de gestation, sort Lateralus. Travaillé et complexe, il bénéficie d'une critique très favorable. Cet album entérine le travail entamé dès les débuts du groupe en le poussant vers une musique plus labyrinthique, où chaque morceau est à nombreux tiroirs, possédant sa propre mystique. Après la « révélation » que fut Ænima, Lateralus confirme donc l'évolution du groupe vers un son metal toujours plus fouillé et original.
Le titre de la chanson Faaip de Oiad est en énochéen, une langue supposée venue des anges et inventée au XVIe siècle par l'occultiste et mathématicien John Dee.

### 10,000 Days(2006–2007)

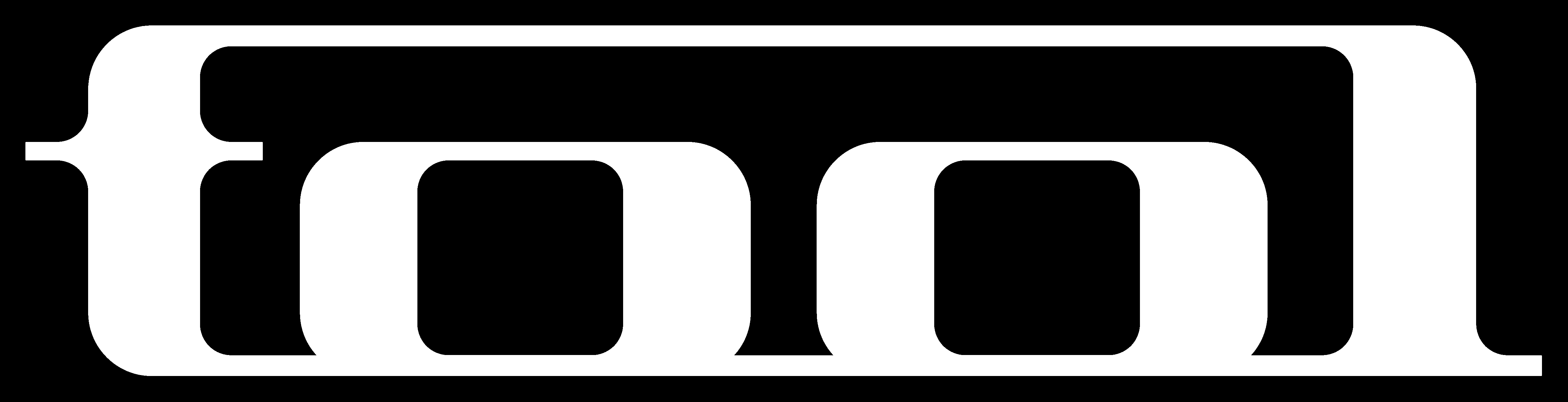
Logo du groupe sur l'album 10 000 days.

Après cinq ans d'absence, Tool sort en mai 2006 l'album 10,000 Days, dont le nom fait référence aux 10 000 jours de paralysie que connut la mère de Maynard James Keenan avant sa mort. Un supposé « morceau caché » est retrouvé sur cet album si l'on écoute Viginti Tres et Wings for Marie consécutivement, en même temps que 10,000 Days. Ce qui expliquerait la présence de Viginti Tres.
L'album comprend une paire de lunettes permettant de voir en stéréoscopie les images du livret qui l'accompagne.

### Pause (2008–2018)

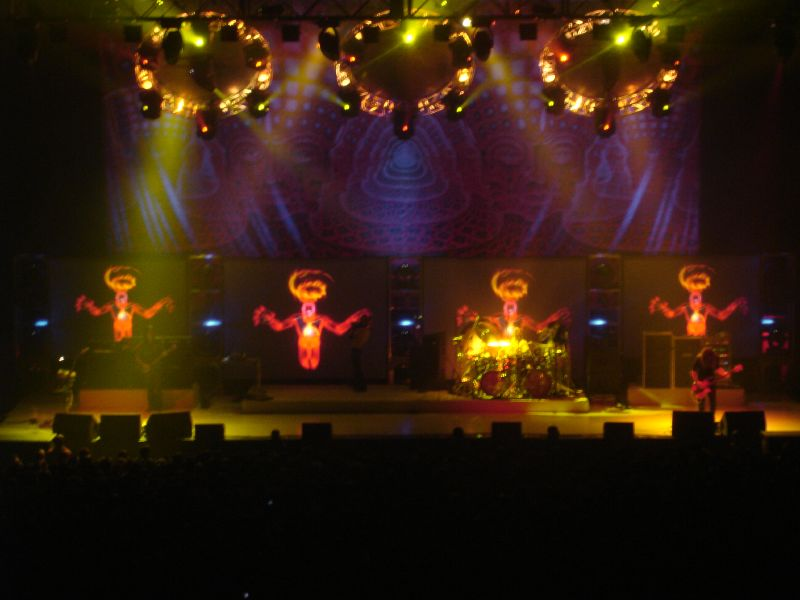
Tool à Paris en 2006.

Chancellor annonce en mai 2007 que le groupe continuera probablement sa tournée en 2008, puis prendra une pause. Il ajoute que le groupe a déjà écrit de nouvelles chansons, et pense pouvoir en tirer un nouvel album. La tournée du groupe, en été 2009, est lancée le 18 juillet à Commerce City, dans le Colorado, au Mile High Music Festival. Ils jouent en tête d'affiche du Lollapalooza 2009 et d'un concert le 22 août à l'Epicenter Festival de Pomona, en Californie,,. Leur Tool Winter Tour est lancé entre janvier et février 2012 à travers les États-Unis et le Canada,. Le groupe joue à l'Ozzfest Japan le 12 mai 2013. Entretemps, les membres de Tool poursuivent leurs propres projets musicaux. Keenan tourne significativement avec Puscifer.
Keenan et Carey donnent deux opinions différentes concernant un potentiel futur album du groupe en 2013. Carey prévoit une sortie début 2014. En mai 2013, Keenan annonce qu'il commence de l'écriture du chant après celle des morceaux instrumentaux. Le 6 mars 2014, Crave Online rapporte les dires de Jones annonçant l'album pour 2014. Le lendemain, Tool publie une annonce officielle sur Rolling Stone, expliquant que Jones plaisantait. Le 15 juillet 2014, Carey et Jones informent Rolling Stone que des problèmes familiaux et démêlés judiciaires ont repoussé la date de sortie de l'album. En janvier 2016, Tool entreprend une tournée américaine.

Le 8 décembre 2016, le magazine BassPlayer interviewe le bassiste du groupe Justin Chancellor à propos des activités du groupe, celui-ci indique :
« Tout le monde sait que nous prenons notre temps. Nous essayons d’être responsables envers nous-mêmes et tentons d’explorer des idées qui n’ont pas été encore découvertes. Nous sommes nos pires critiques; nous faisons de notre mieux afin de trouver quelque chose qui nous renversera, et nous souhaitons que chacun de nous soit heureux avec nos réalisations. C’est compréhensible que les fans demandent constamment à quand le prochain album?, c’est en quelque sorte un compliment que les gens soient excités de pouvoir l’entendre, bien que ce soit difficile d’entendre leur demande et de ne pas se sentir un peu coupable. »,.
Au début de 2017, le groupe refait sa page officielle où l'on peut voir un squelette mécanisé sur la page d'accueil. Cela pourrait être la mascotte d'un nouvel album.
Entre 2017 et 2019, le groupe annonce plusieurs dates de sortie de l'album d'abord pour 2018 et à plusieurs reprises pour 2019. Carey annonce une sortie pour avril 2019, mais Keenan répond que l'album devrait sortir entre mai et juillet 2019.
Le 5 mai 2019, le groupe joue en concert à Jacksonville des extraits de deux nouvelles chansons, Descending et Invincible, et Jones confirme que toutes les chansons dureront plus de dix minutes.
Finalement, le 8 mai 2019, le groupe annonce lors d'un concert que leur nouvel album sortira le 30 août de cette même année. Une nouvelle qui fut confirmée quelques heures plus tard sur le compte Twitter officiel du groupe.
Le 15 juillet 2019, leur premier EP, intitulé 72826, initialement sorti en 1991, est disponible à l'écoute, pour la première fois, sur les plateformes de musique en ligne.

### Fear Inoculum(2018–2019)

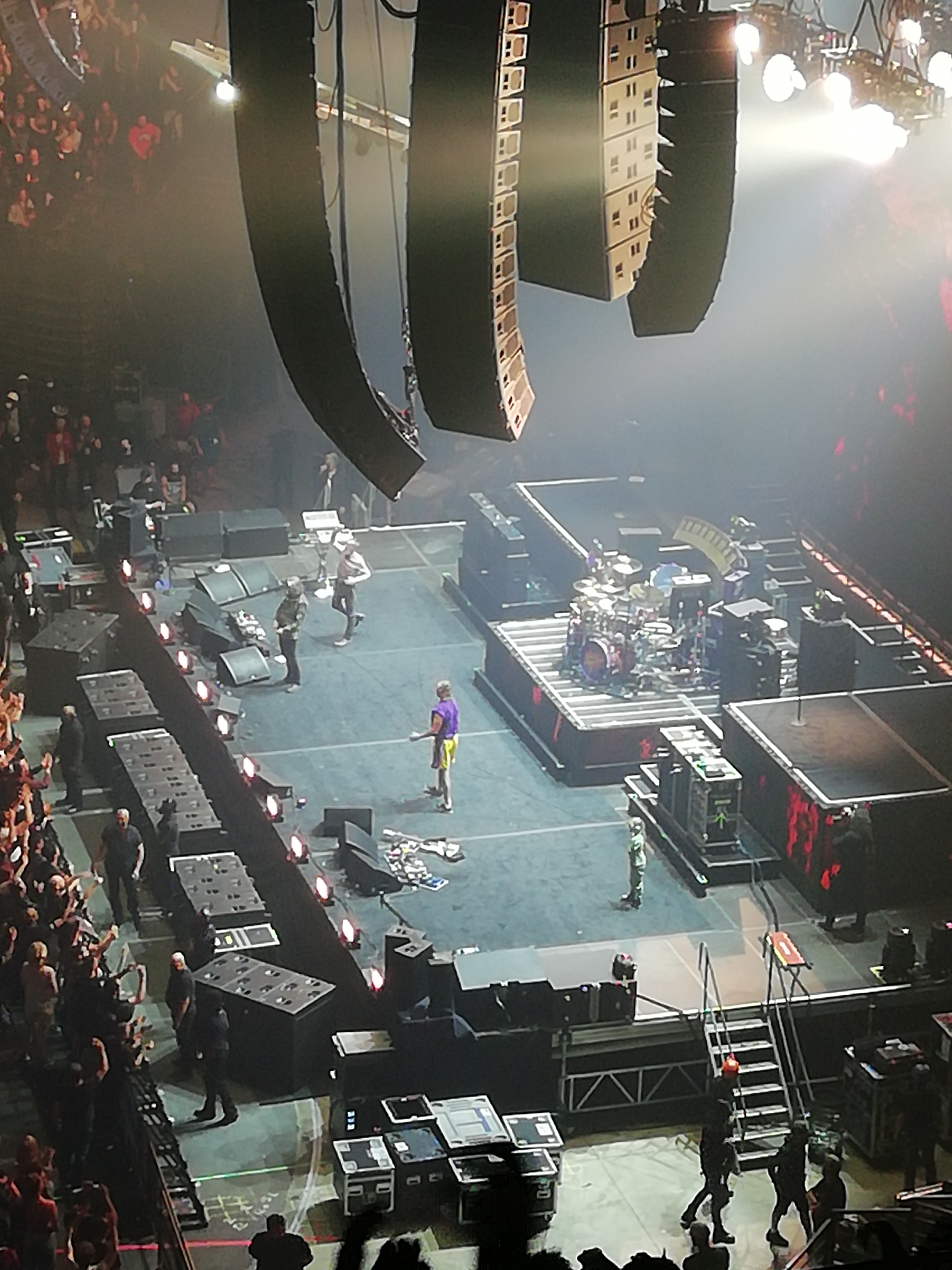
Tool en concert à l'AccorHotels Arena le 12 mai 2022.

Tool annonce au début du mois d'août 2019 la date de sortie de son cinquième album studio, Fear Inoculum, prévue pour le 30 août 2019. La chanson éponyme de l'album sort le 7 août 2019.
Concernant la thématique globale, cet album explore la question de la maturité ainsi que l'explique Keenan : « J’ai l'impression que l'album traite de la sagesse à travers l'âge et l’expérience. Heureusement, en vieillissant, vous devenez plus sage grâce à certaines des choses que vous avez vécues. Vous apprenez de vos erreurs et de vos succès. Donc, s'il y a quelque chose qui caractérise cet album, c'est ce phénomène de faire le point sur sa vie et de s’accepter ici et maintenant ».
Lors de discussions autour du nom de l'album — que Jones a proposé de nommer Volume 7 à cause des riffs en 7 et des 7 pistes —, Maynard James Keenan lui fit part de son concept autour du chiffre 7, ce qui stupéfia le groupe : « Quand nous avons terminé d'enregistrer, je suis allé vers les gars du groupe et leur ai dit "Je pense que nous devrions appeler l'album "7" car il y a un grand nombre de pistes en 7 et il y a 7 pistes sur l'album. Et là Maynard me parle de tout son concept autour du chiffre 7. Nous étions tous : "Oh mon Dieu ! C'est trop bizarre !" ».[réf. nécessaire] Alex Grey, le dessinateur des pochettes du groupe, s'est inspiré des hasards liés au numéro 7 pour réaliser le concept de la nouvelle pochette d'album. Finalement c'est le titre Fear Inoculum qui est choisi pour l'album. Danny Carey explique ce choix : « L'album s'appelle Fear Inoculum, c’est un peu comme si vous pouviez choisir vos peurs et les utiliser à votre avantage plutôt que de les laisser vous consumer ».
L'album sort en édition spéciale dans le monde entier le 30 août 2019. Cette édition comporte un écran 4 pouces HD rechargeable affichant des visuels exclusifs du groupe et 2 haut-parleurs ainsi qu'un livret de 36 pages. Une version CD bookset est annoncé pour le 13 décembre 2019. Cette édition comporte un art book de 56 pages, 5 cartes lenticulaires 3D, et une carte de téléchargement vidéo donnant accès à l’expérience visuelle « Recusant Ad Infinitum ».
Le 28 septembre 2021, le groupe annonce une tournée européenne et au Royaume-Uni, qui fera notamment escale à l'AccorHotels Arena de Paris le 12 mai 2022, ainsi qu'au Palais des sports d'Anvers le lendemain. Outre ses passages à Rock en Seine en 2007 et au Hellfest en 2019, il s'agira du premier concert que donne le groupe en France depuis 2006.

## Lacrymologie
L'univers de Tool est entre autres basé sur l'une des inventions d'Adam Jones, l'auteur fictif Ronald P. Vincent et sa philosophie, la « lacrymologie ». Pendant plusieurs années, les membres du groupe font passer ce mythe, qui fait son apparition en 1993 dans un historique distribué avec les copies promotionnelles de l'album Undertow, la raison de la création de Tool. Selon le site Urban Dictionnary, la lacrymologie est peut-être née de la volonté de railler les mouvements religieux ou sectaires comme la scientologie, auquel le groupe s'attaque régulièrement dans ses textes.
Selon l'historique écrit par le groupe, Adam Jones, diplômé d'une école de cinéma et passionné par l'art sous toutes ses formes, traîne dans le milieu undergound de Los Angeles et y fait la rencontre d'un dénommé Ronald P. Vincent, auteur en 1949 d'une œuvre unique, A Joyful Guide to Lachrymology. Jones affirme que l'ambition de Vincent, grâce à son guide, est de fonder une philosophie/religion, la « lacrymologie ». Pour lui, le seul moyen pour un être humain de progresser et de se développer passe par l'exploration et la compréhension de sa douleur physique et de sa peine.

## Rapports avec l'industrie musicale
Après avoir longtemps fait partie des groupes refusant une diffusion de leur musique via streaming, le 2 août 2019, Tool rend accessibles ses albums (sauf Salival) sur différentes plate-formes ainsi qu'en téléchargement numérique,,.
Le 19 octobre 2024, lors d'une interview, Maynard James Keenan avoue avoir regretté cette décision de mettre leurs musiques en streaming tardivement qui, selon lui, a fait perdre au groupe "20 ans" 

## Membres

### Membres actuels
- Maynard James Keenan – chant (depuis 1990)
- Adam Jones – guitare (depuis 1990)
- Danny Carey – batterie, percussions (depuis 1990)
- Justin Chancellor – basse (depuis 1995)

### Ancien membre
- Paul D'Amour – basse (1990–1995)

## Discographie

### Albums studio
- 1993 : Undertow
- 1996 : Ænima
- 2001 : Lateralus
- 2006 : 10,000 Days
- 2019 : Fear Inoculum

### EP
- 1991 : 72826
- 1992 : Opiate
- 1996 : Cesaro Summability
- 1996 : Selections from Ænima
- 1996 : Tool [live]

### Compilations
- 2000 : Salival

### Reprises
- No Quarter de Led Zeppelin (version studio sur l'album Salival) ;
- You lied (présente sur l'album Salival) et Spasm de Peach (en) ;
- Demon Cleaner de Kyuss ;
- Commando de The Ramones ;
- Holiday in Cambodia de Dead Kennedys ;
- Stranglehold de Ted Nugent.